# Stele (botanik)
Inom botaniken syftar stele på arrangemanget av ledningsvävnaden i roten och i stammen.
Den ursprungliga formen är en så kallad protostele, där en central ansamling xylem omgärdas av floem. Denna struktur återfinns typiskt i rötter hos kärlväxter, men även i stammen hos lummerväxterna. De tidigaste fossila kärlväxterna hade också en protostele i stammen. Mer komplexa strukturer finns hos övriga landväxter med äkta blad och den stele som finns hos fröväxterna benämns eustele.

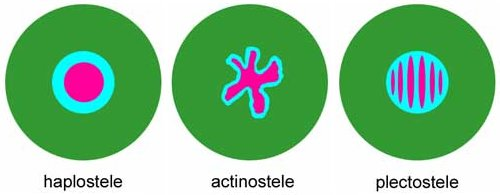
Typer av protostele i genomskärning, xylem i rosa och floem i ljusblått.